# James Hogg
James Hogg (1770 – 21 de Novembro de 1835) foi um poeta escocês, novelista e ensaísta que escreveu em escocês e inglês. Enquanto jovem trabalhou como pastor e numa quinta, e foi auto didacta no que conta a ler. Era amigo de grandes escritores da sua altura, incluindo Sir Walter Scott, sobre quem mais tarde escreveu uma biografia não autorizada. Ficou conhecido como "Ettrick Shepherd", uma alcunha sobre o qual alguns dos seus trabalhos foram publicados, e o nome que dei na série Noctes Ambrosianae, publicado na revista Blackwood. Atualmente, é mais conhecido pela novela The Private Memoirs and Confessions of a Justified Sinner (As privadas memórias e confissões de um pecador justificado). Os seus outros trabalhos incluem o longo poema The Queen's Wake (O acordar da rainha 1813), a sua coleção de canções Jacobite Reliques (1819) e duas novelas The Three Perils of Man (1822) e The Three Perils of Woman (1823)

## Biografia

### Juventude
James Hogg nasceu numa pequena quinta perto de Ettrick, Escócia, em 1770 e foi baptizado lá a 9 de Dezembro, a sua data certa de nascimento nunca foi registada. O seu pai, Robert Hogg (1729-1820) foi dono de uma fazenda enquanto a sua mãe, Margaret Hogg (nascida Laidlaw) (1730-1820), foi conhecida por coleccionar baladas escocesas. O pai de Margaret Laidlaw, conhecido como Will o' Phawhope, diz-se ter sido o último homem, na fronteira do país, a falar com as fadas. James era o segundo filho mais velho de quatro irmãos, os seus irmãos eram William, David e Robert (do mais velho para o mais novo). Robert e David mais tarde, emigraram para os Estados Unidos da América, enquanto que James e William permaneceram na Escócia por toda a sua vida.
James foi a uma escola durante alguns meses antes de parar na sua educação devido à falência do pai como fazendeiro e vendedor de gado. Foi dado a Robert Hogg a posição de pastor na quinta Ettrickhouse por um dos seus vizinhos. James trabalhou como servente de fazendeiro durante a sua infância, tomando conta de vacas, fazendo trabalhos gerais na fazenda e como assistente de pastor. As suas experiências mais tarde com a literatura e contador de histórias vieram da Bíblia e das histórias contadas pelo seu tio e mãe. Em 1784 comprou um violino com dinheiro que tinha poupado, e aprendeu sozinho a tocar. Em 1785 serviu um ano a trabalhar numa fazenda em Singlee. Em 1786 foi trabalhar para Mr. Laidlaw de Ellibank, ficando com ela por 18 meses. Em 1788 foi-lhe dado o primeiro trabalho como pastor pelo pai de Laidlaw, um fazendeiro em Willenslee. Ficou durante dois anos, aprendendo a ler enquanto pastava ovelhas, e lhe eram dados jornais e trabalhos teológicos pela mulher do fazendeiro.

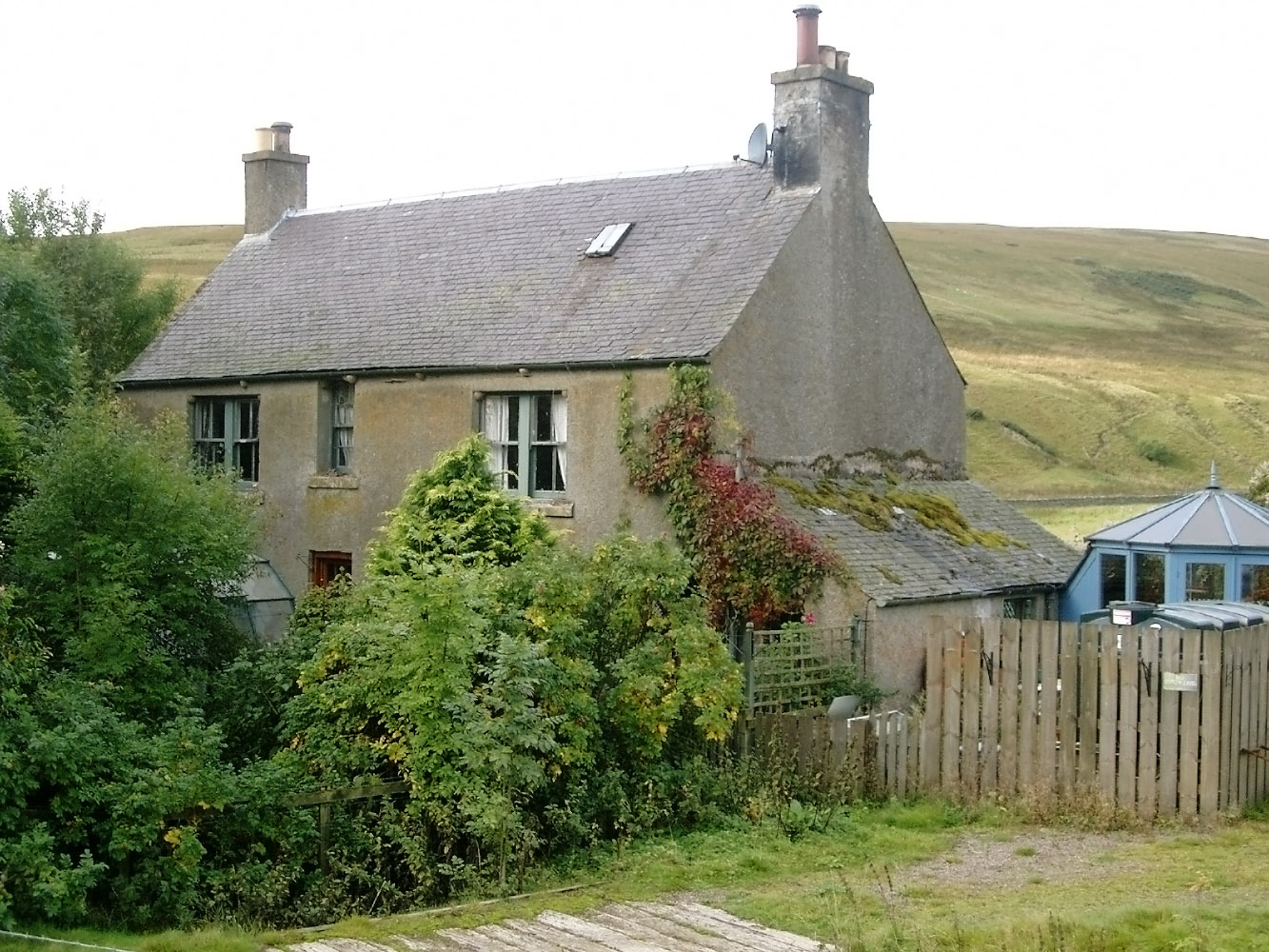
A fazenda em Blackhouse, onde Hogg trabalhou em jovem.

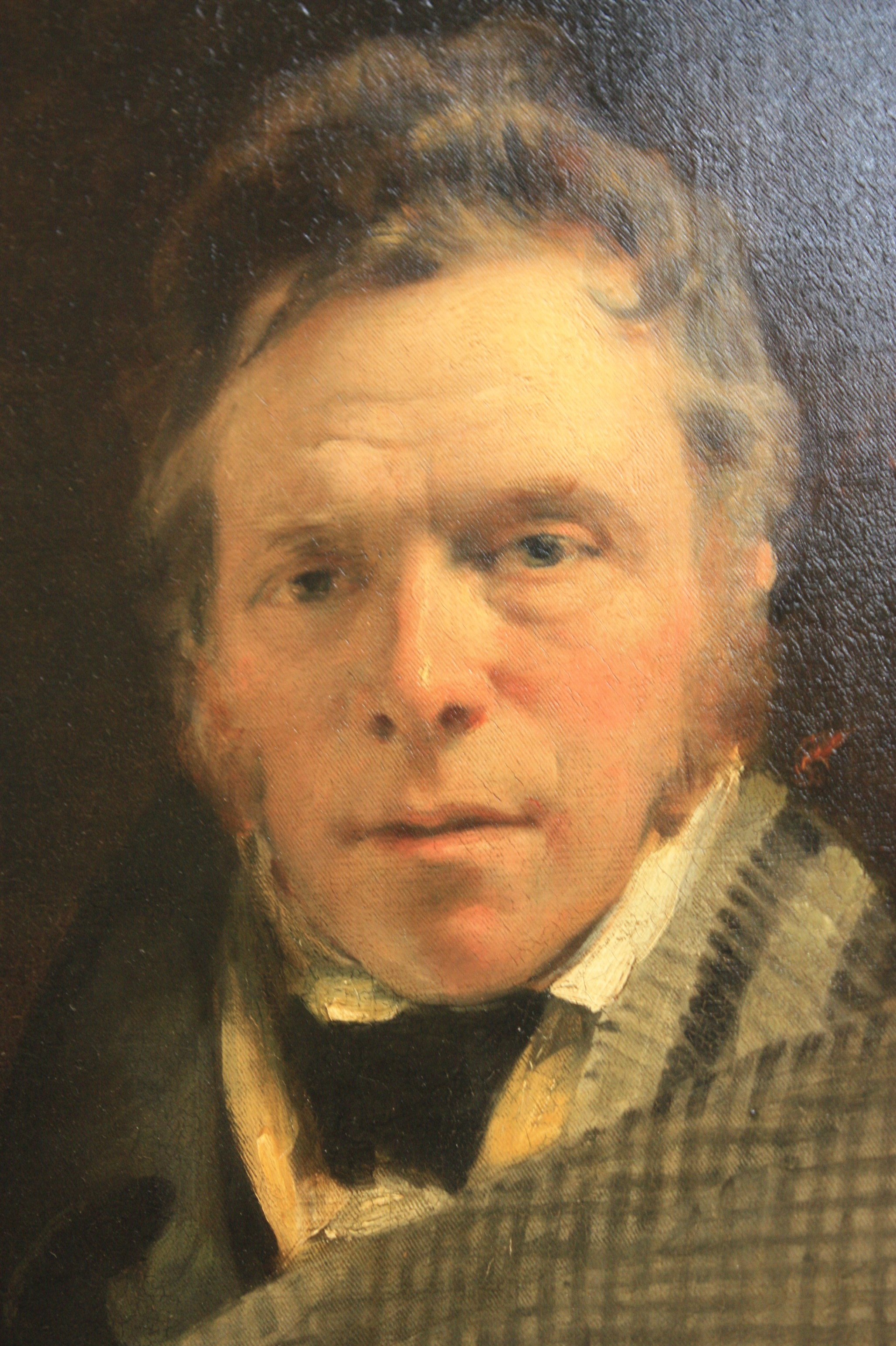
James Hogg por John Watson Gordon (detalhe) 1830

Em 1790 começou 10 anos de serviço a James Laidlaw de Blackhouse no vale Yarrow. Mais tarde, Hogg disse que Laidlaw era mais como um pai para ele que um empregador. Vendo como era difícil melhorar, Laidlaw ofereceu ajuda disponibilizando-lhe os seus próprios livros da biblioteca e de uma biblioteca local. Hogg também começou a compor músicas para cantar a raparigas locais. Ficou uma amigo de longa data do filho do dono, William Laidlaw, também um escrito e mais tarde escrivão de Walter Scott. Foi nesta altura que Hogg, o seu irmão mais velho, e alguns primos, formaram uma sociedade literária de pastores.
Hogg tornou-se primeiro familiar com o trabalho do recentemente falecido Robert Burns em 1797, depois de ler o poema Tam o'Shanter. Durante este período, Hogg escreveu peças e missas, e continuou a escrever músicas. O seu trabalho como pastor estimulou um interesse pelas Scottish Highlands, e nos anos seguintes Hogg fez várias viagens no Verão. Em 1800, deixou Blackhouse para ajudar a tomar conta dos seus pais em Ettrickhouse. A sua colecção Scottish Pastorals foi publicada em 1801, com críticas favoráveis. A sua canção patriótica "Donald Macdonald" também atingiu popularidade.

### Carreira
Em 1801, Hogg foi recrutado para reunir baladas para a colecção de Walter Scott The Minstrelsy of the Scottish Border e conheceu Scott pessoalmente no ano seguinte. Começou por trabalhar para a Edinburgh Magazine e manteve um diário da sua viagem às Highlands em Julho e Agosto que foi publicada na Scots Magazine. Em 1803, tentou arrendar uma quinta por si próprio, mas devido a problemas de dinheiro e um problema legal apenas conseguiu arrendar em 1804. Logo depois disto, conheceu o novelista John Galt. Em 1805-06 trabalhou como pastor de ovelhas, conhecendo o poeta Allan Cunningham e tornou-se amigo dele e da sua família. Em Outubro de 1806 tornou-se amante de uma jovem chamada Catherine Henderson.
A sua primeira colecção, The Mountain Baard, foi publicada em Fevereiro de 1807 por Constable. No fim do Verão de 1807 a sua filha de Catherine Henderson nasceu, baptizada a 13 de Dezembro como Catherine Hogg. Continuou a trabalhar como pastor para outros fazendeiros, mas as suas dívidas começaram a crescer ao longo de 1808-1809. No fim de 1809 começou um caso amoroso com Margaret Beattie, e mais tarde fugiu aos credores, voltando em desgraça para Ettrick.
Em 1810 mudou-se para Edimburgo para começar uma carreira de literatura. Em Março de 1810 a sua filha de Margaret Beattie nasceu, chamando-se Elizabeth Hogg em Junho. No fim de 1810 conheceu a sua futura mulher Margaret Phillips. A sua revista The Spy, começou em 1810, falindo depois de um ano. Por esta altura tornou-se um membro de uma sociedade de debate chamada The Forum, eventualmente servindo como secretário. Em 1812 começou a planear um longo trabalho poético. The Queen's Wake (a reconstrução do regresso, à Escócia, de Mary, Rainha de Scots em 1561 depois do exílio em França), foi publicado em 1813 e foi um sucesso. Foi, no aspecto de uma competição, uma colecção de contos versados, pelo qual Kilmeny tornou-se e ficou o mais conhecido. No fim de 1813 começou a escrever aquele que mais tarde se tornou o seu poema mais conhecido, Mador of the Moor.
No Verão de 1813 a mãe de Hogg morreu. Em 1814 conheceu William Wordsworth e fez uma visita a Lake District para ver Wordsworth e outros poetas. Em 1815 o Duque de Buccleuch concedeu-lhe uma pequena quinta em Eltrive Moss, onde poderia viver gratuitamente para o resto da sua vida. Continuou a escrever músicas e poemas, incluindo The Field of Waterloo e To the Ancient Banner of Buccleuch. O seu poema Mador of the Moor foi publicado em 1816. Mais tarde, nesse ano, publicou um conjunto de paródias The Poetic Mirror, atingindo um grande sucesso.
Hogg conheceu o seu editor William Blackwood no resultado da falência do seu próprio editor John Goldie em 1814, e em 1817 ajudou a começar a Edinburgh Monthly Magazine de Blackwood. Publicou a sua colecção de dois volumes Dramatic Tales em Maio. Em 1818 a sua colecção The Brownie of Bodsbeck e Other Tales foi publicado por Blackwood. Por esta altura, Hogg estava ocupado com o seu trabalho Jacobite Reliques. Em 1819, propôs casamento a Margaret Phillips. No fim do ano, publicou o primeiro volume de Jacobite Reliques. Casou com Margaret Phillips a 28 de Abril de 1820. A sua segunda colecção de contos Winter Evening Tales foi publicado um mês depois. No fim do ano, o seu pai morreu. O segundo volume de Jacobite Reliques foi publicado em Fevereiro de 1821, e o seu filho James Robert Hogg nasceu em Março de 1821. Por volta desta altura, Hogg começou a ter sérios problemas financeiros.
Foi através da Edinburgh Monthly Magazine, mais tarde chamada de Blackwood's Magazine, que Hogg encontrou fama, apesar de não ser do tipo que pretendia. Lançada como uma concorrência à Whigh Edinburgh Review, Blackwood queria algo mais enérgico na sua nova publicação. Encontrou a sua contribuição ideal em John Wilson (que escrevia como Christopher North) e John Gibson Lockhart (mais tarde, genro de Walter Scott e biógrafo). O seu primeiro artigo publicado, The Chaldee Manuscript, uma fina sátira disfarçada da sociedade de Edimburgo numa linguagem bíblica que Hogg começou e Wilson e Lockhart elaboraram, foi tão controverso que Wilson fugiu e Blackwood foi forçada a pedir desculpa. Mais tarde as revisões de Blackwood - normalmente sérios ataques a outros escritores - foram notórias, e a revista, ou "Maga" como se tornou conhecida, tornou-se um dos jornais mais vendidos da altura.
Mas Hogg viu-se, rapidamente, retirado do círculo. Quando outros escritores como Walter Maginn e Thomas de Quincey se juntaram, tornou-se não só excluído do círculo de escritores mais importantes na Maga, mas uma figura de gozo nas suas páginas. Wilson e Lockhart eram amigos perigosos. Memoirs of the Author's Life de Hogg foi severamente atacada por críticos anónimos, causando a Hogg uma pausa temporária com Blackwood, e foi trabalhar para a mais pequena versão de Edinburgh Magazine.
Em 1822, a Maga lançou a Noctes Ambrosianae ou "Nights at Ambrose's", conversas imaginárias num encontro de bebida entre personagens semi-ficcionais, como North, O'Doherty, The Opium Eater e Ettrick Shepherd. O Shepherd era Hogg. The Noctes continuou até 1834, e depois de 1825 foram escritas maioritariamente por Wilson, apesar de outros escritores, incluindo Hogg, terem intervido. O Shepherd de Noctes era parte animal, parte simplório rural, parte instruído. Tornou-se uma das figuras mais conhecidas em tópicos sobre literatura, famoso entre britânicos e as suas colónias. O que James Hogg fez disto é praticamente conhecido, apesar de algumas das suas cartas a Blackwood e outros exprimirem raiva e angústia.
Poetical Works de Hogg em quatro volumes foi publicado em 1822, assim como o seu romance The Three Perils of Man. Em 1823, em dívida para com Blackwood, Hogg começou a publicar o seu trabalho Shepherd's Calendar no Blackwood's Edinburgh Magazine. A filha de Hogg, Jessie, nasceu em Abril, e mais tarde nesse ano publicou o romance The Three Perils of Woman. Em Junho de 1824, publicou o seu melhor trabalho conhecido, o romance The Private Memoirs and Confessions of a Justified Sinner. O seu épico poema Queen Hynde foi publicado no fim desse ano. Em 1825 encontrou um mercado novo e mais lucrativo para os seus trabalhos quando começou a publicar num literário anual chamado Literary Souvenir.
Em 1825, a filha de Hogg, Maggie, nasceu, e ele começou a escrever um novo trabalho de prosa, mais tarde chamado de Tales of the Wars of Montrose. Em 1826, Hogg tinha um sério problema com dívidas, enquanto a firma de Constable colapsava, envolvendo Walter Scott e o amigo de Hogg, John Aiken. Em 1827, as dívidas começaram a aliviar quando as suas peças de Shepherd's Calendar começaram a ser publicadas, e tinha cada vez mais pedidos de contribuição para os anuais. A morte do seu sogro, cuja família Hogg tinha vindo a sustentar, deu-lhe alívio. A sua terceira filha Harriet nasceu no fim do ano. A colecção de Hogg Select and Rare Scottish Melodies foi publicado em 1828, e continuou a escrever músicas e contribuir para os anuais ao longo de 1828-29, até que o Shepherd's Calendar foi publicado em forma de livro na Primavera de 1829.

### Velhice

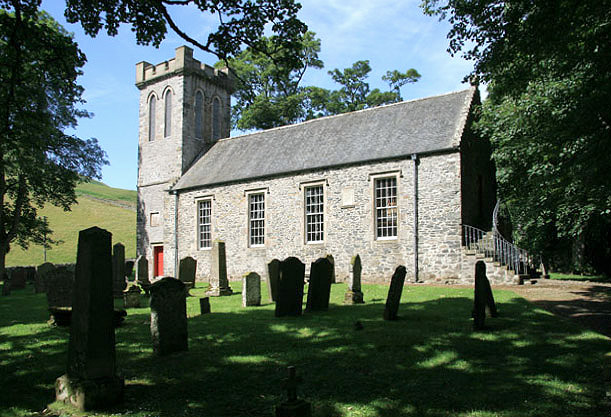
Igreja Ettrick Parish, onde Hogg foi sepultado.

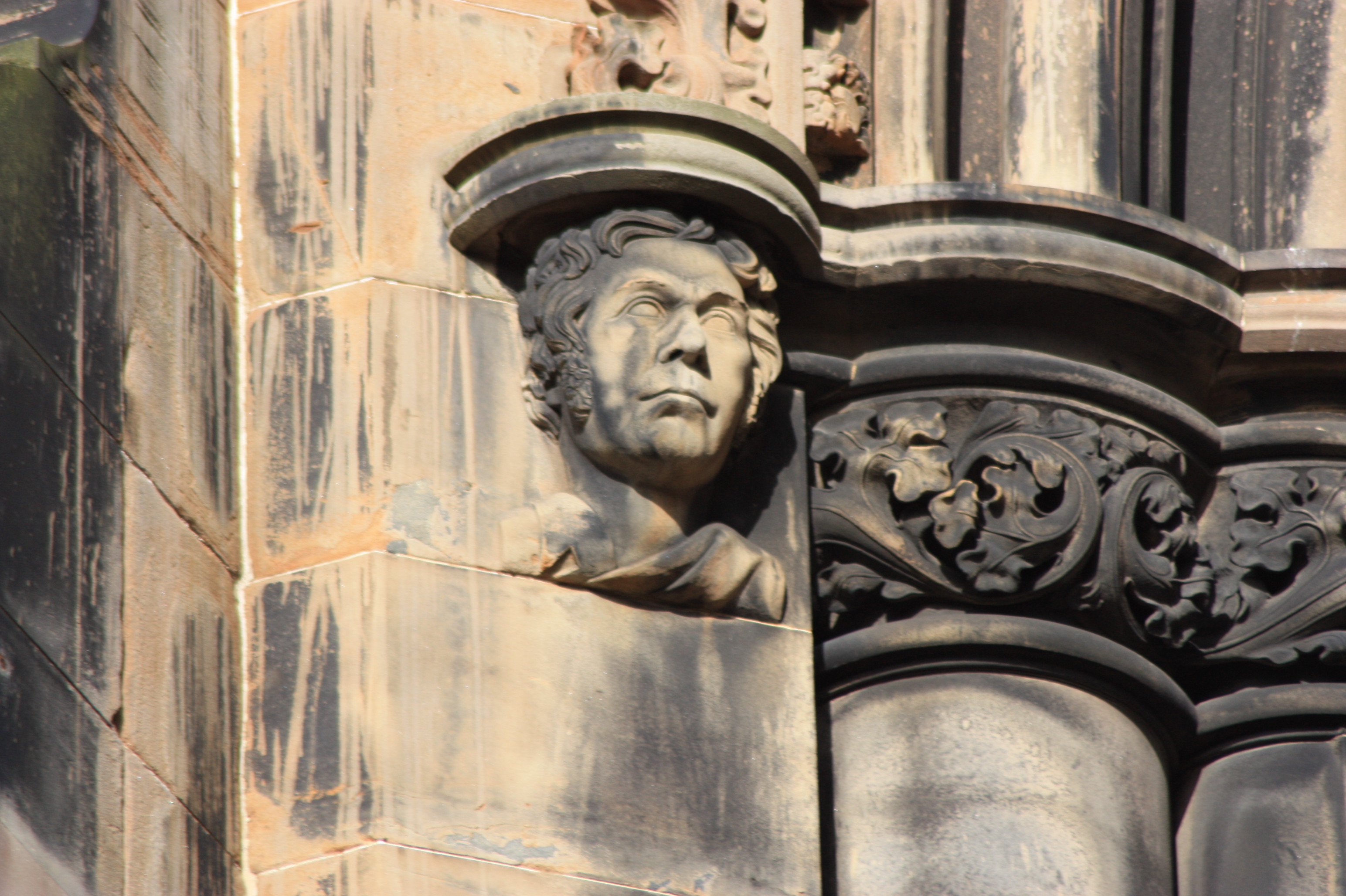
James Hogg retratado no Monumento Escocês.

Em 1830 começou a publicar na nova Fraser's Magazine, e no fim do ano encontrou-se com Walter Scott pela última vez. No início de 1831 foi publicado Songs by the Ettrick Shepherd, mas a publicação do volume A Queer Book foi suspenso por Blackwood. A última filha de Hogg, Mary, nasceu em Agosto. No fim do ano, discutiu com Blackwood, e decidiu publicar os seus trabalhos em Londres. Em 1832, o seu Altrive Tales foi publicado em Londres, enquanto Blackwood finalmente publicou A Queer Book em Abril. Foi oferecido a Hogg uma grande soma de dinheiro para editar uma colecção de trabalhos de Robert Burns, mas a falência do seu editor em Londres parou a publicação de Altrive Tales.
Em 1833 Hogg teve um acidente enquanto fazia curling, caindo no gelo, causando uma séria invalidez. Em 1834, o seu trabalho biográfico Familiar Anecdotes of Sir Walter Scott foi publicado nos Estados Unidos da América, enquanto uma versão pirata foi publicada em Edimburgo e causou a quebra com Lockart. Hogg remediou a relação com Blackwood em Maio, mas Blackwood morreu no fim do ano. Hogg publicou Tales of the Wars of Montrose no início de 1835.

### Morte
James Hogg morreu a 21 de Novembro de 1835 e foi enterrado na Ettrick Churchyard, perto da sua casa de infância.

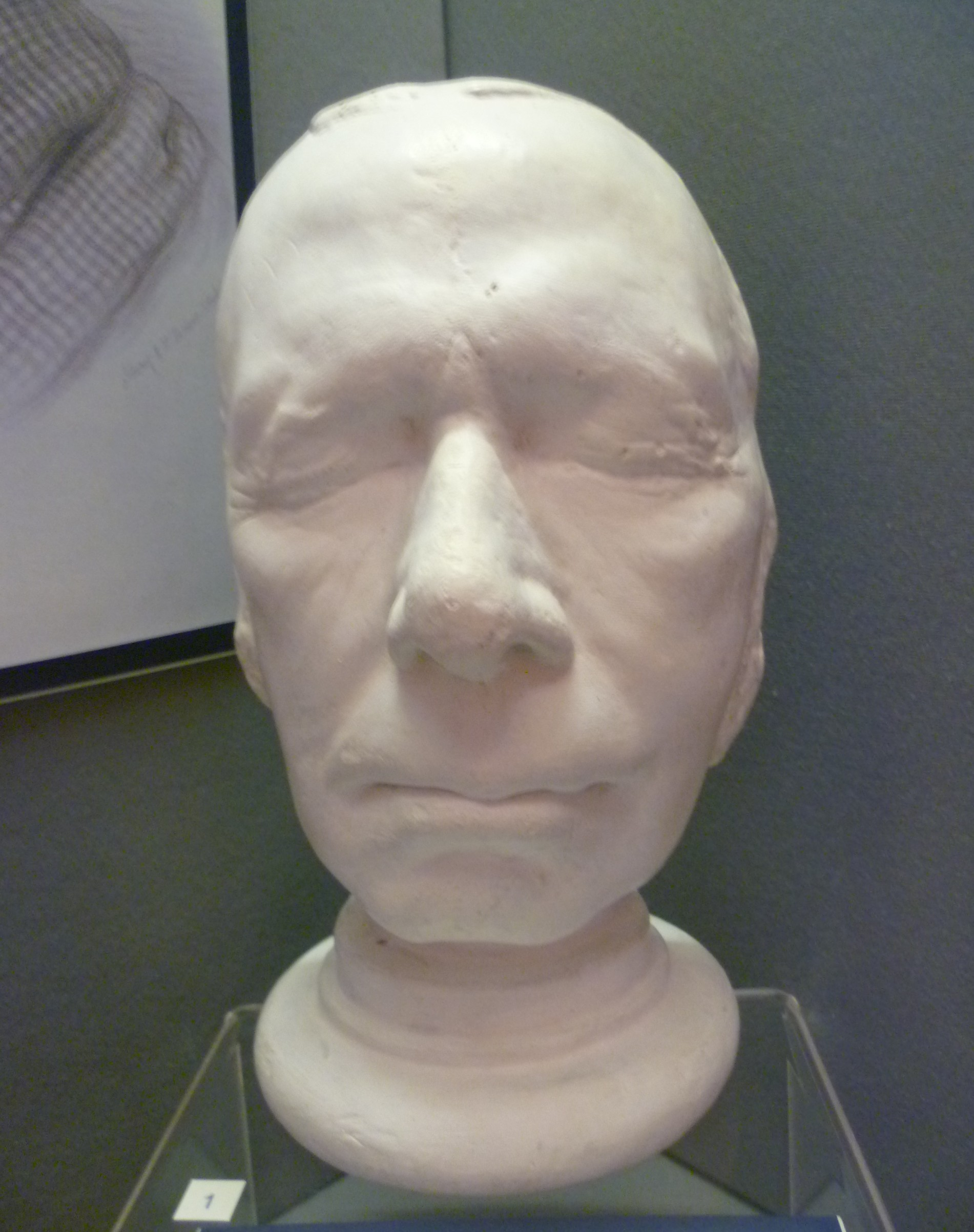
A máscara de morte de Hogg em exposição na Selkirk.

Wordsworth, 1835, Extempore Effusion upon the Death of James Hogg, escrito no ano da sua morte, incluia as seguintes linhas:
"O poderoso poeta já não respira,
Nas ruínas lá em baixo ele reside
E a morte sob a encosta de Yarrow
Fechou os olhos do poeta Shepherd"
Apesar deste elogio, as notas de Wordsworth dizem: "Ele era sem dúvida, um homem de génio original, mas de maneiras grosseiras e baixas e ofensivas opiniões".

## Legado
Para o público que lia Hogg, ele foi, durante o tempo que foi vivo, um dos mais admirados escritores, mas esta admiração foi largamente pelo seu sucesso em ultrapassar as desvantagens do seu baixo nascimento e falta de educação. Foi considerado um homem com um génio natural cujo estilo grosseiro, tão natural da sua figura palerma representada, não deve ser virado contra ele. Uma edição que reuniu os seus trabalhos, foi publicada nos anos de 1830, depois da morte de Hogg, com algumas passagens que ofenderam a delicadeza da época, e outro Works of the Ettrick Shepherd foi preparado nos anos de 1860 que levou o processo mais à frente; alguns trabalhos, por exemplo The Three Perils of Woman, foi excluído. Os leitores destes textos emasculados chegaram, naturalmente, à conclusão que Hogg tinha sido sobrestimado, e que era notável principalmente como um exemplo de triunfo sob as situações adversas. Tirando Justified Sinner,  que até mesmo os detratores reconhecem como poderoso (e várias vezes atribuem a outros, normalmente a Lockhart), os seus romances foram considerados como bombásticos, os seus versos como luminosos e os seus contos e artigos como efémeros.

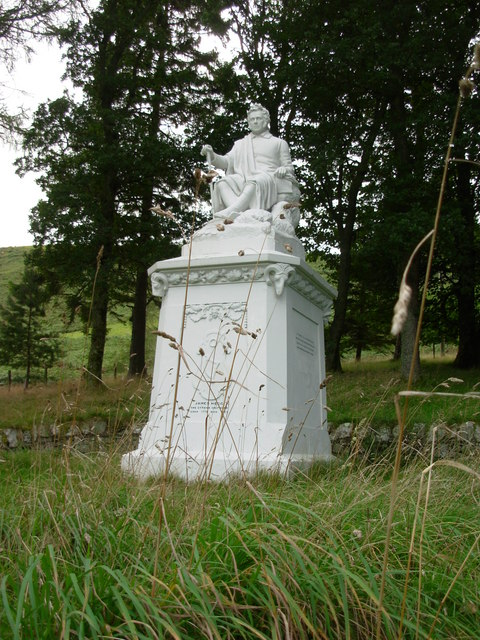
Monumento James Hogg em St Mary's Loch por Andrew Currie.

A situação apenas começou a mudar em 1924, quando o escritor francês André Gide pediu emprestado Justified Sinner a Raymond Mortimer. Gide ficou maravilhado, escrevendo que: "há muito tempo que não me lembrava de ficar tão maravilhado, tão volunptuosamente atormentado por qualquer livro". A sua republicação em 1947, com uma introdução entusiástica de Gide, ajudou a trazer uma crítica moderna e apreciação académica ao romance. O aumento de interesse em The Confessions, levou à redescoberta e reconsideração do seu outro trabalho no fim do século 20, princípio de 30. Agora, o romance The Three Perils of Woman também é considerado um clássico e todo o seu trabalho, incluindo as cartas, encontra-se numa grande publicação pelas edições Stirling/Carolina. Contudo, Justified Sinner continua a ser o seu trabalho mais importante e é agora visto como um dos maiores romances escoceses do seu tempo, e absolutamente crucial para explorar temas-chave como a cultura escocesa e identidade: Calvinismo. Numa entrevista em 2006 com Melvyn Bragg para a ITV1, o romancista Irvine Welsh citou Hogg, especialmente The Confessions como uma grande influência na sua escrita. A história de Hogg The Brownie Of The Black Haggs foi dramatizada para a BBC radio 4 em 2003 pelo realizador Marty Ross como parte da série Darker Side Of The Border. Mais recentemente, Ross voltou ao vilão da história, Merodach, fazendo dele o vilão do livro áudio Doctor Who, Night's Black Agents (Big Finish Productions 2010), em que a figura demoníaca assume a posição de Ministro de Kirk.
A Opera de Thomas Wilson, The Confessions of a Justified Sinner (1972-75), comissionado pela Opera Escocesa, é baseada no romance.

## Trabalhos

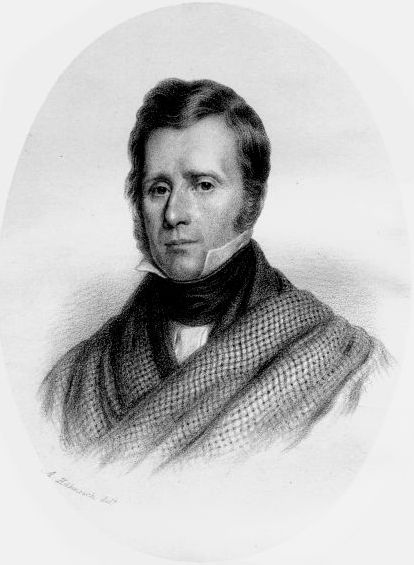
Uma pintura de James Hogg

- Scottish Pastorals (1801) (poesia)
- The Shepherd's Guide (1807) (tratado)
- The Mountain Bard (1807) (poesia)
- The Forest Minstrel (1810) (poesia)
- The Spy (1810–11) (periódico semanal)
- The Queen's Wake (1813) (poesia)
- The Pilgrims of the Sun (1815) (poesia)
- Mador of the Moor (1816) (poesia)
- The Brownie of Bodsbeck (1817) (romance)
- The Surpassing Adventures of Allan Gordon (1818) (novela)
- Jacobite Reliques (1819) (colecção das músicas do protesto de Jacobite)
- Winter Evening Tales (1820) (pequenas histórias, novelas e poemas)
- The Three Perils of Man (1822) (romance)
- The Three Perils of Woman (1823) (romance)
- The Private Memoirs and Confessions of a Justified Sinner (1824) (romance)
- Queen Hynde (1824) (poesia)
- The Brownie of the Black Haggs (1828) (pequena história/conto)
- The Shepherd's Calendar (1829) (dissertações)
- Songs by the Ettrick Shepherd (1831) (música/poesia)
- Altrive Tales (1832) (pequenas histórias)
- A Queer Book (1832) (poemas)
- The Domestic Manner and Private Life of Sir Walter Scott (1834) ("não autorizada" biografia)
- A Series of Lay Sermons (1834) (sermões satíricos)
- Tales of the Wars of Montrose (1835) (pequenas histórias)
- Tales and Sketches of the Ettrick Shepherd (1837)[1]